# Black Panthers de Thonon 2023
Questa voce raccoglie le informazioni riguardanti i Black Panthers de Thonon nelle competizioni ufficiali della stagione 2023.

## Division Élite 2023

### Stagione regolare
| 5 febbraio 2023, ore 14:00 1ª giornata | Cougars de Saint-Ouen-l'Aumône | 14 – 38 referto | Black Panthers de Thonon | \| Arbitro: \| Perez-Canto \| |
| Arbitro:                               | Perez-Canto                    |                 |                          |                               |

| 18 febbraio 2023, ore 19:00 2ª giornata | Black Panthers de Thonon | 49 – 7 | Pionniers de Touraine |  |

| 25 febbraio 2023, ore 20:00 3ª giornata | Molosses d'Asnières | 6 – 35 referto | Black Panthers de Thonon | \| Arbitro: \| Hunkeler \| |
| Arbitro:                                | Hunkeler            |                |                          |                            |

| 11 marzo 2023, ore 19:00 4ª giornata | Black Panthers de Thonon | 59 – 0 referto | Spartiates d'Amiens | \| Arbitro: \| Frossard \| |
| Arbitro:                             | Frossard                 |                |                     |                            |

| 18 marzo 2023, ore 19:00 5ª giornata | Black Panthers de Thonon | 14 – 14 referto | Flash de La Courneuve | \| Arbitro: \| Perez-Canto \| |
| Arbitro:                             | Perez-Canto              |                 |                       |                               |

| 1º aprile 2023, ore 19:00 6ª giornata | Black Panthers de Thonon | 55 – 15 referto | Cougars de Saint-Ouen-l'Aumône | \| Arbitro: \| Hunkeler \| |
| Arbitro:                              | Hunkeler                 |                 |                                |                            |

| 8 aprile 2023, ore 19:00 7ª giornata | Pionniers de Touraine | 14 – 38 | Black Panthers de Thonon |  |

| 22 aprile 2023, ore 19:00 8ª giornata | Black Panthers de Thonon | 42 – 13 referto | Molosses d'Asnières | \| Arbitro: \| Frossard \| |
| Arbitro:                              | Frossard                 |                 |                     |                            |

| 6 maggio 2023, ore 19:00 9ª giornata | Spartiates d'Amiens | 14 – 56 (8-28 6-7 0-7 0-14) referto 2 | Black Panthers de Thonon | \| Arbitro: \| Robillard \| |
| Arbitro:                             | Robillard           |                                       |                          |                             |

| 20 maggio 2023, ore 20:00 10ª giornata | Flash de La Courneuve | 14 – 21 referto | Black Panthers de Thonon | \| Arbitro: \| Robillard \| |
| Arbitro:                               | Robillard             |                 |                          |                             |

### Playoff
| 17 giugno 2023, ore 18:00 Semifinale | Black Panthers de Thonon | 21 – 14 referto | Pionniers de Touraine | \| Arbitro: \| Frossard \| |
| Arbitro:                             | Frossard                 |                 |                       |                            |

| Thonon-les-Bains 1º luglio 2023, ore 19:00 Casque de Diamant | Black Panthers de Thonon | 35 – 18 referto | Blue Stars de Marseille | Stade Joseph-Moynat\| Arbitro: \| Vigne \| |
| Arbitro:                                                     | Vigne                    |                 |                         |                                            |

## Statistiche di squadra
| Competizione      | %Vittorie | In casa | In casa | In casa | In casa | In casa | In casa | In trasferta | In trasferta | In trasferta | In trasferta | In trasferta | In trasferta | Totale | Totale | Totale | Totale | Totale | Totale |
| Competizione      | %Vittorie | G       | V       | N       | P       | Pf      | Ps      | G            | V            | N            | P            | Pf           | Ps           | G      | V      | N      | P      | Pf     | Ps     |
| ----------------- | --------- | ------- | ------- | ------- | ------- | ------- | ------- | ------------ | ------------ | ------------ | ------------ | ------------ | ------------ | ------ | ------ | ------ | ------ | ------ | ------ |
| Stagione regolare | .950      | 5       | 4       | 1       | 0       | 219     | 49      | 5            | 5            | 0            | 0            | 188          | 62           | 10     | 9      | 1      | 0      | 407    | 111    |
| Playoff           | 1.000     | 2       | 2       | 0       | 0       | 56      | 32      | 0            | 0            | 0            | 0            | 0            | 0            | 2      | 2      | 0      | 0      | 56     | 32     |
| Totale            | .958      | 7       | 6       | 1       | 0       | 275     | 81      | 5            | 5            | 0            | 0            | 188          | 62           | 12     | 11     | 1      | 0      | 463    | 143    |